# Cometa Encke
La cometa di Encke, formalmente 2P/Encke, è una cometa periodica che prende il nome dall'astronomo Johann Franz Encke, il quale, attraverso laboriosi studi sulla sua orbita e molti calcoli basati sulle sue apparizioni, nel 1786, nel 1795, nel 1808 e nel 1818, riuscì a prevedere la sua comparsa. Nel 1819 egli pubblicò le sue conclusioni nel giornale genovese Correspondance Astronomique, e predisse il suo ritorno nel 1822.
Secondo la designazione ufficiale, la cometa di Encke fu la seconda ad essere denominata dopo la Cometa di Halley. Insolito che il nome derivi da chi ne ha calcolato il ritorno e non da chi l'ha scoperta, Pierre Méchain. Sono solo quattro le comete per le quali è stata fatta questa scelta e le altre tre sono: la cometa di Halley, la cometa Crommelin e la cometa Lexell.
Alcuni ricercatori ritengono che questa cometa si sia originata da una più grande spaccatasi nell'età del bronzo, che avrebbe provocato la distruzione del territorio situato tra Gaza e Troia; questa ipotesi sarebbe supportata dalla presenza di un presunto cratere meteoritico in Iraq, attualmente riempito dal lago di Umm al Binni.

La cometa Encke perde la sua coda a causa di un forte vento solare

La missione spaziale CONTOUR fu lanciata nel 2002 per studiare questo corpo celeste, ma fallì.
La cometa di Encke è ritenuta la fonte di due sciami meteorici, quello delle Tauridi di novembre (divise in due sub radianti, ovvero le Tauridi Nord e le Tauridi Sud, visibili da fine ottobre a metà novembre), e quello delle Beta Tauridi, visibili dalla fine di giugno all'inizio di luglio.
Questo corpo celeste appartiene alla famiglia delle comete gioviane e ha un diametro del nucleo cometario di 4,8 km.